# Akadščina
Akadščina (akadsko akkadû) je izumrl semitski jezik iz obširne afroazijske jezikovne družine, ki se je govoril v stari Mezopotamiji. Je najstarejši potrjen pisan semitski jezik.  Pisal se je s klinopisom, ki se je prvotno uporabljal za pisanje v starodavnem izoliranem sumerskem jeziku. 
Jezikoslovci so ga poimenovali po mestu Akad, ki je bil prestolnica Akadskega kraljestva (okoli 2334-2154 pr. n. št.) in  veliko  središče semitske mezopotamske civilizacije, čeprav je starejši in se je govoril več stoletij pred ustanovitvijo Akada.
Vzajemni vpliv sumerskega in akadskega jezika so jezikoslovci poimenovali  sprachbund.  Akadska lastna imena  so se v sumerskih besedilih prvič pojavila v  poznem 29. stoletju pr.  n. št.. Od druge polovice 3. tisočletja pr. n. št. (okoli  2500 pr. n. št.) so se besedila začela v celoti pisati v akadščini. Več sto tisoč do sedaj odkritih besedil in fragmentov besedil vsebuje mitološke pripovedi, pravna besedila, znanstvena dela, korespondenco, opise političnih in vojaških dogodkov in veliko drugih snovi. V 2. tisočletju pr. n. št.  se je jezik razcepil v dve različici, ki sta se govorili  v Asiriji  in Babiloniji in se zato imenujeta asirščina oziroma babilonščina.
Akadščina je bila več stoletij materni jezik mezopotamskih ljudstev, tudi Asircev in Babiloncev. Zaradi močnih mezopotamskih cesarstev – Akadskega, Staroasirskega, Babilonskega in Srednjeasirskega, je postala tudi lingua franca večine starega Bližnjega vzhoda. V Novoasirskem cesarstvu  je med vladavino Tiglat-Pileserja III. (okoli 8. stoletja pr. n. št.) začela njeno mesto prevzemati aramejščina.  V helenističnem obdobju so akadščino uporabljali samo še učenjaki in duhovniki v templjih Asirije in Babilonije. Zadnji s klinopisom pisan dokument v akadščini je iz 1. stoletja n. št.. Številne akadske sposojenke so se skupaj z akadsko slovnično strukturo ohranile v nekaterih mezopotamskih novoaramejskih narečjih, ki jih v Iraku in njegovi okolici  govorijo avtohtoni asirski kristjani in kurdski Judje.